# Tchung-wen kuan

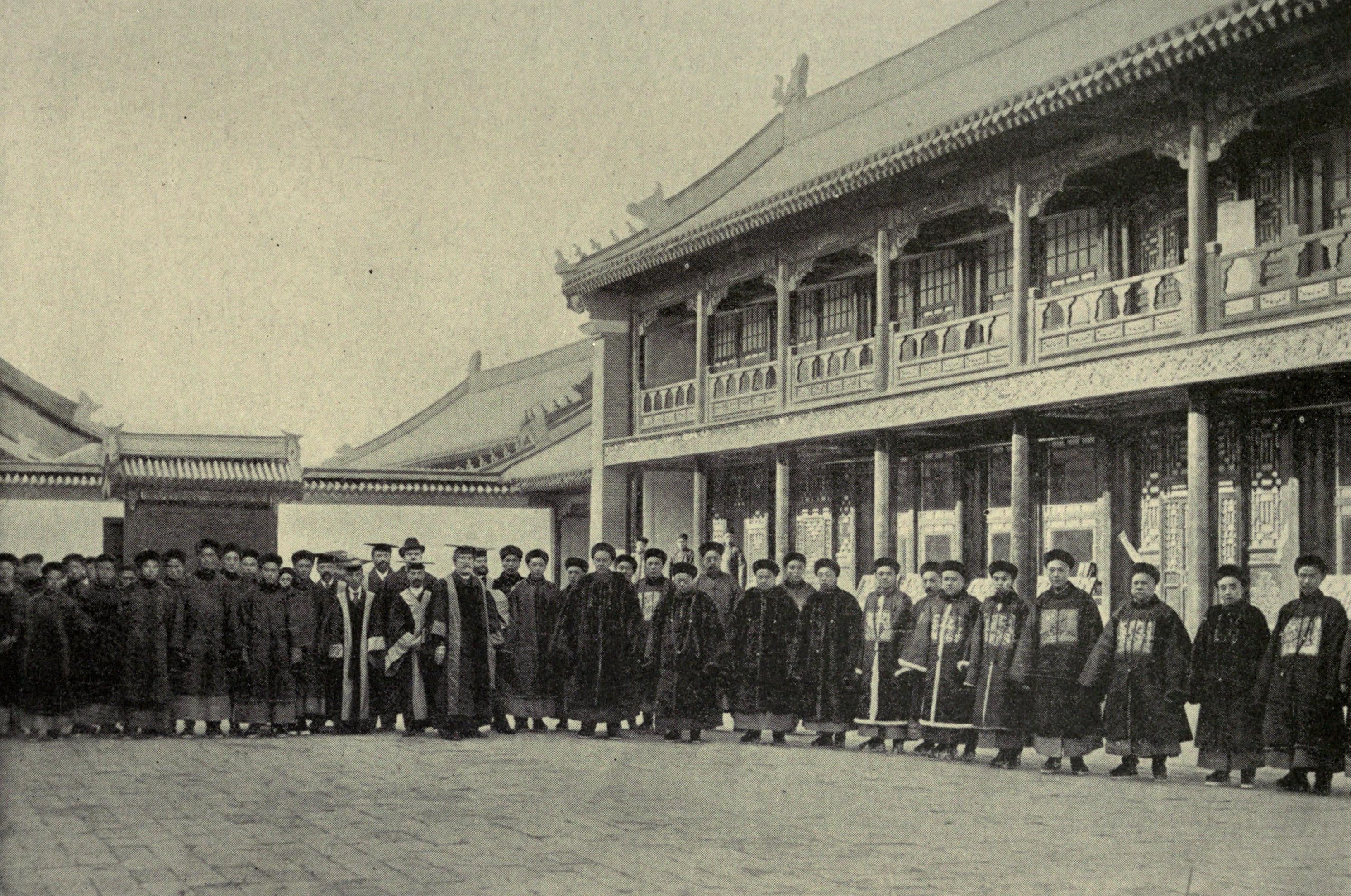
Zaměstnanci a studenti Tchung-wen kuan z roku 1900.

Tchung-wen kuan (čínsky v českém přepisu Tchung-wen kuan, pchin-jinem Tóng wén guǎn, znaky zjednodušené 同文館), založená v roce 1862 v Pekingu, byla první školou v Číně zaměřenou na výuku západních jazyků a západního myšlení.

## Historické pozadí
Díky první opiové válce (1839 – 1842), druhé opiové válce (1856–1860) a povstání tchaj-pchingů (1850 – 1871) byli někteří čínští literáti přesvědčeni o nadřazenosti západní vojenské technologie. Dříve se zahraničními záležitostmi zabývalo ministerstvo, ale protože po opiových válkách došlo k otevření přístavů, a tudíž k výraznému nárůstu komunikace mezi čínskou vládou dynastie Čching a zahraničními státy, vyskytla se potřeba doplnit čínské učení o západní znalosti. V roce 1861 vznikl Cung-li ja-men, úřad pro zahraniční záležitosti. 

## Historie Tchung-wen kuan
Podle předlohy vládní školy ruského jazyka navrhl princ Kung školu západních jazyků Tchung-wen kuan. Tato škola měla přijímat mladé studenty mandžuského původu, působit pod přímým dohledem vlády, provádět pravidelné zkoušky, udělovat studentům dobré postavení a umožnit jim obsadit volná místa ve vládě, najmout čínské i zahraniční učitele k výuce konfuciánských klasiků a cizích jazyků, a v neposlední řadě také poskytovat svým studentům finanční příspěvky. 
V prvních letech byla Tchung-wen kuan pod přísným dohledem Cung-li ja-menu. Zpočátku tato škola fungovala stejně jako všechny ostatní a teprve v roce 1869 se zmodernizováním od nich odlišila. Tchung-wen kuan již od svého začátku nabízela studium angličtiny, francouzštiny a ruštiny, později se rozšířila o katedry matematiky a astronomie. Kolem roku 1867 se škola potýkala s odporem ze strany konzervativních literátů. Už tak dost malý počet uchazečů o studium se začal snižovat. Do téhož roku 1867 rozhodoval o přijímání studentů, skládání zkoušek i o udělení stipendií Cung-li ja-men, úřad, který záhy o školu ztratil svůj prvotní zájem. I když se po této změně zapsalo ke studiu více žáků, škole se příliš nedařilo z důvodu nedostatku řídících pracovníků. Zesílil vliv Roberta Harta, což můžeme vidět na tom, že právě on byl tím, kdo řídil nábor zahraničních lektorů do školy. Vliv Harta na Tchung-wen kuan je některými vzdělanci kritizován jako forma imperialistického zásahu. Avšak díky Hartovi byl na škole dostatek vyučujících, když úřad Cung-li ja-men ustoupil od školních záležitostí a zavedením funkce, která se podobá děkanovi na dnešních univerzitách, vnesl větší pořádek do řízení školy. V roce 1869 jako první do této funkce nastoupil americký misionář William Alexander Parsons Martin. Během jeho funkčního období se na Tchung-wen kuan téměř zdvojnásobil počet vyučovaných vědeckých předmětů a do školních osnov byly přidány předměty jako němčina, chemie, fyzika a medicína. V roce 1876 William Alexander Parsons Martin, inspirován liberálním uměleckým vzděláváním, sám vytvořil studijní osnovy, které tamním studentům představily nejen cizí jazyky, ale také západní civilizaci a modernitu. Poté, co Hart a Martin přispěli ke zvýšení úrovněi na Tchung-wen kuan, Cung-li ja-men obnovil svůj zájem o školu a zavedl nové směrnice. Tento úřad neměl zájem o proměnu čínské univerzity v ekvivalent té západní, který by posloužil k modernizaci, ale vrátil se zpět k původnímu zaměření na školení překladatelů. Od roku 1902 spadal Tchung-wen kuan pod císařskou univerzitu. 

## Zaměstnanci Tchung-wen kuan
William Alexander Parsons Martin - děkan univerzity (1869 - 1900) 
Johannes Von Gumpach - vyučující astronomie a matematiky 
John Burdon - vyučující anglického jazyka 
Li Šan-lan - vyučující matematiky 
John Fryer - vyučující anglického jazyka (1863 - 1865) 
Sü Ťi-jü - vyučující 